# دار سبرة بن أبي رهم
دار سبرة بن أبي رهم أحد الدور التاريخية المجاورة للمسجد النبوي الشريف.
كانت الدر في موضع الأسطوانة المربعة اليمانية الغربية الآن، وتحدها من الشرق دار عمار بن ياسر التي كانت خلف المحراب النبوي الشريف إلى الغرب قليلًا، وقد دخلت في توسعة عمر بن الخطاب للمسجد النبوي.